# Cantón Portovelo
Cantón Portovelo är en kanton i Ecuador.   Den ligger i provinsen El Oro, i den sydvästra delen av landet, 400 km söder om huvudstaden Quito. Arean är 286 kvadratkilometer.
Terrängen i Cantón Portovelo är kuperad åt sydväst, men åt nordost är den bergig.